# Korinthische Oorlog
De Korinthische Oorlog (395-387 v.Chr.) was een militair conflict in de Griekse oudheid tussen Sparta en vier geallieerde staten, Thebe, Athene, Korinthe en Argos, die aanvankelijk gesteund werden door Perzië. De onmiddellijke aanleiding van de oorlog was een lokaal conflict in het noordwesten van Griekenland, waarin zowel Thebe als Sparta tussenbeide kwamen. De diepere oorzaak lag in de vijandigheid tegen Sparta, uitgelokt door Sparta's dominantie van de Griekse politiek in de negen jaar sinds het einde van de Peloponnesische Oorlog.
De oorlog werd op twee fronten uitgevochten, aan land nabij Korinthe en Thebe en op zee in de Egeïsche Zee. Aan land behaalden de Spartanen al vroeg meerdere overwinningen in belangrijke veldslagen, maar ze waren niet in staat hun winst te consolideren. De landoorlog liep al snel uit op een patstelling. Op zee werd de Spartaanse vloot al vroeg beslissend verslagen door een Perzische vloot, een gebeurtenis die een definitief einde betekende van Spartaanse pogingen om een marine op te bouwen. Athene buitte de situatie uit in verschillende zeecampagnes door enkele eilanden te veroveren die in de 5e eeuw nog tot het Delische Bond behoorden.
Opgeschrikt door deze Atheense successen verplaatsen de Perzen hun steun van de alliantie naar Sparta. Deze afvalligheid dwong de alliantie tot vredesbesprekingen. De Vrede van Antalcidas, vaak genoemd de Koningsvrede, maakte in 387 v.Chr. een einde aan de oorlog. Dit verdrag bepaalde dat Perzië de controle kreeg over geheel Ionië, en dat alle andere Griekse steden onafhankelijk zouden zijn. Sparta zou de bewaker van deze vrede zijn, met de bevoegdheid om de clausules af te dwingen. Het effect van de oorlog was derhalve de bevestiging van Perzisch vermogen zich in Griekse machtsverhoudingen te mengen en van Sparta's hegemonie in het Griekse politieke systeem.

## Aanleidingen voor de oorlog

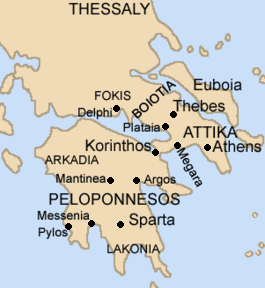
Ligging van de steden.

Tijdens de Peloponnesische Oorlog, die in 404 v.Chr. was geëindigd, had Sparta de hulp genoten van bijna elke staat van Griekenland en het Perzische Rijk, en in de maanden en jaren die na deze oorlog kwamen, lijfden ze een aantal van de eilanden in de Egeïsche Zee in. Deze sterke hulpbasis werd echter verbroken in de jaren na de oorlog. Ondanks het feit dat de overwinning was behaald door samen te werken met andere stadstaten kreeg alleen Sparta het geld dat ze hadden gekregen door de verslagen stadstaten te plunderen en de betalingen te innen die ze hadden gekregen van het vroegere Atheense Rijk. Sparta raakte nog verder vervreemd van haar bondgenoten toen ze in 402 v.Chr. Elis, een lid van de Peloponnesische Bond, aanvielen en onderwierpen, omdat het de Spartanen had gemaakt tijdens de Pelopponnesische Oorlog. Korinthe en Thebe weigerden om troepen te sturen om Sparta te helpen tijdens haar veldtocht tegen Elis.
Thebe, Korinthe en Athene weigerden ook om deel te nemen aan een Spartaanse expeditie naar Ionië in 398 voor Christus. De Thebanen gingen zelfs zo ver dat ze het offer van de Spartaanse koning Agesilaüs lieten mislukken toen deze het probeerde te doen in hun grondgebied voor zijn vertrek. Ondanks de afwezigheid van deze stadstaten kon Agesilaüs zijn veldtocht tot een goed einde brengen tegen de Perzen in Lydië. Hij kon zo ver naar het binnenland marcheren dat hij Sardis bereikte. De satraap Tissaphernes werd geëxecuteerd op bevel van de Perzische koning omdat hij Agesilaüs niet had kunnen verslaan, en zijn opvolger, Tithraustes, overhaalde de Spartanen om meer naar het noorden te gaan, naar de satrapie van Pharnabazus. Agesilaüs deed dit, maar begon ondertussen ook een aanzienlijke vloot te verzamelen.
Omdat hij Agesilaüs' leger niet kon verslaan, besloot Pharnabazus om Agesilaüs te dwingen om zich terug te trekken door in Griekenland voor problemen te zorgen. Hij liet Timocrates van Rhodos naar Griekenland gaan om 10.000 darieken te betalen aan de grote stadstaten om hen aan te sporen om zich tegen Sparta te verzetten. Timocrates ging naar Athene, Thebe, Korinthe en Argos, en kon hen overtuigen om zich tegen de Spartanen te verzetten. De Thebanen, die al eerder hun afgunst tegenover Sparta hadden getoond, ondernamen acties om een oorlog te beginnen.

## Vroege gebeurtenissen (395 v.Chr.)

### Eerste gevechten
Xenophon zegt dat de Thebanen, die de vijandelijkheden niet zelf wilde openen tegen Sparta, in plaats daarvan hun bondgenoten, de Lokriërs, aanspoorden om belastingen te innen in gebied dat zowel geclaimd werd door zowel Lokris en Phocis. Als antwoord vielen de Phociërs Lokris binnen, en plunderden het gebied. De Lokriërs vroegen Thebe om hulp, en de Thebanen vielen het Phocische gebied binnen; de Phociërs vroegen op hun beurt weer hulp aan hun bondgenoot, Sparta, en de Spartanen, die blij waren om een aanleiding te hebben om de Thebanen aan te vallen, bevalen hun leger om zich klaar te maken. Een Thebaanse ambassade werd naar Athene gestuurd om om hulp te vragen; de Atheners stemden om Thebe te steunen, en er werd een eeuwigdurende alliantie gesloten tussen Athene en Thebe.
Het Spartaanse plan omsloot twee legers, een onder Lysander en het andere onder Pausanias, die zich moesten aansluiten bij de Boeotische stad Halartius, en deze stad moesten aanvallen. Lysander, die aankwam voor Pausanias, kon de stad Orchomenos overtuigen om een opstand te beginnen tegen de Thebanen en ging verder naar Haliartus met zijn troepen en een leger van de Orchomeniërs. Daar werd hij gedood tijdens de slag bij Haliartus nadat hij zijn leger te dicht bij de muren van de stad had gebracht; de slag eindigde onbeslist, met de Spartanen die eerst zware verliezen hadden geleden maar toen een achtervolgende groep Thebanen verslagen hadden. Pausanias, die een dag later aankwam, nam de lichamen van de Spartaanse gesneuvelden terug tijdens een wapenstilstand, en keerde terug naar Sparta. Daar werd er een proces tegen hem aangespannen omdat hij te laat was aangekomen om Lysander te helpen op het aangewezen tijdstip. Hij vluchtte naar Tegea voor hij kon berecht worden.

### Alliantie tegen Sparta wordt groter
Na deze gebeurtenissen maakten zowel de Spartanen als hun tegenstanders zich klaar voor de serieuzere gevechten die nog zouden komen. In het laatste deel van 395 v.Chr. begonnen ook Korinthe en Argos de oorlog als bondgenoten van Athene en Thebe. Er werd een raad gevormd in Korinthe om deze alliantie te leiden. De bondgenoten zonden toen afgezanten naar een aantal kleinere stadstaten en kregen hulp van velen van hen.
Gealarmeerd door deze ontwikkelingen maakten de Spartanen zich klaar om een leger te sturen tegen deze nieuwe alliantie, en zonden een boodschapper naar Agesilaüs om hem te bevelen dat hij terug moest keren naar Griekenland. Deze bevelen waren een teleurstelling voor Agesilaüs, die had uitgekeken naar een verdere veldtocht tegen de Perzen. Hij keerde dus terug naar Griekenland met zijn troepen, stak de Hellespont over en marcheerde westwaarts door Thracië.

## Oorlog op land en zee (394 v.Chr.)

### Nemea
Na een kort gevecht tussen Thebe en Phocis waarin Thebe als overwinning uitkwam, verzamelden de bondgenoten een groot leger in Korinthe. Er werd een aanzienlijk leger vanuit Sparta gestuurd om dit leger te weerstaan. De legers stonden tegenover elkaar bij de rivier de Nemea, in Korinthisch gebied, waar de Spartanen een beslissende overwinning behaalden. Zoals zoveel gebeurde in hoplietengevechten versloeg de rechterflank van de Spartanen de Atheners terwijl de Thebanen, Argiven en Korinthiërs de verschillende Peloponnesiërs versloegen tegenover hen; toen vielen de Spartanen de Argiven, Korinthiërs en Thebanen aan en doodden hen toen ze terugkeerden nadat ze de verslagen Peloponnesiërs hadden achtervolgd. Het bondgenotenleger verloor 2.800 man, terwijl de Spartanen en hun bondgenoten slechts 1.100 man verloren.

### Knidos

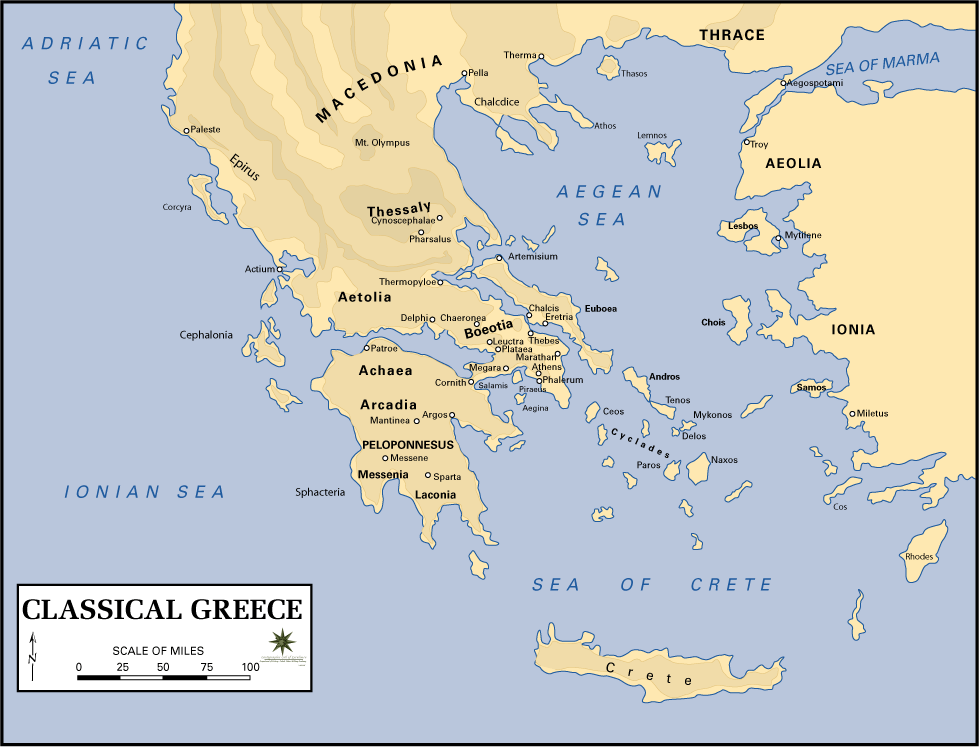
Griekenland en Klein-Azië, gescheiden door de Egeïsche Zee.

De volgende grote confrontatie van de oorlog vond plaats op zee, waar zowel de Perzen als de Spartanen een grote vloot hadden verzameld tijdens Agesilaüs' veldtocht in Azië. Door schepen te werven van de Egeïsche stadstaten die onder zijn controle vielen had Agesilaüs een vloot van 120 triremen kunnen verzamelen, die hij onder leiding van zijn schoonbroer Peisander, die nog nooit de leiding had gehad over een vloot, plaatste. De Perzen hadden ondertussen een Fenicische, Cilicische en Cypriotische vloot verzameld, en hadden deze onder leiding van de ervaren Atheense admiraal Conon, die Rhodos had veroverd in 396 voor Christus, geplaatst. Deze twee vloten raakten slaags met elkaar bij Cnidus in 394 voor Christus. De Spartanen vochten vastberaden, vooral in de nabijheid van Peisanders schip, maar werden uiteindelijk overrompeld; grote aantallen schepen zonken of werden veroverd, en de Spartaanse vloot was in wezen weggevaagd van de zee. Na deze overwinning zeilden Conon en Pharnabazus langs de kust van Ionië, waarbij ze de Spartaanse gouverneurs en garnizoenen verdreven uit de steden, maar ze konden de Spartaanse basissen te Abydos en Sestos, die onder leiding vielen van Dercylidas, niet veroveren.

### Coronea
Op dit moment was Agesilaüs' leger aangekomen in Boeotië, nadat ze aanvallen hadden afgeweerd van de Thessaliërs toen ze door hun land marcheerden. Hier stonden de legers van Agesilaüs en dat van verschillende staten van de anti-Spartaanse alliantie tegenover elkaar. Agesilaüs leger van Azië, vooral samengesteld uit vrij gemaakte heloten en huurlingenveteranen van de Tienduizend, werd aangevuld door een half Spartaans regiment uit Orchomenus, en een ander half regiment dat over de Golf van Korinthe was gezet. De vijandige legers kwamen elkaar tegen te Coronea, in Thebaans gebied. Zoals bij Nemea, kwamen beide rechtervleugels als winnaar uit de strijd, met de Thebanen die doorbraken terwijl de rest van hun bondgenoten werd verslagen. De Thebanen, die zagen dat de rest van hun leger was verslagen, hergroepeerden zich en probeerden om terug te keren naar hun kamp. Agesilaüs viel hen aan en in het gevecht dat volgde werd er een aantal gedood voor de rest konden doorbreken en zich weer bij hun bondgenoten konden aansluiten. Na deze overwinning zeilde Agesilaüs over de Golf van Korinthe en keerde terug naar Sparta.

## Latere gebeurtenissen (393–388 v.Chr.)
De gebeurtenissen van 394 v.Chr. hadden de Spartanen achtergelaten met de overhand op het land, maar ze waren wel zwak op de zee. De bondgenoten hadden de Spartaanse falanx niet kunnen verslaan op het slagveld, maar ze hadden hun alliantie sterk gehouden en hadden de Spartanen ervan kunnen weerhouden om zoveel ze wilden door centraal-Griekenland te marcheren. De Spartanen zouden de volgende jaren blijven proberen om ofwel Korinthe of Argos uit de oorlog te elimineren; ondertussen probeerden de anti-Spartaanse bondgenoten hun gemeenschappelijk front tegen Sparta behouden, terwijl Athene en Thebe voordeel hadden gehaald uit Sparta's handelingen om terug macht te krijgen in de gebieden die ze vroeger hadden gedomineerd.

### Perzische hulp, de wederopbouw van Athene, burgerlijke strijd te Korinthe
In 393 v.Chr. zeilden Conon en Pharnabazus naar Griekenland, waar ze de kust van Laconië plunderden en het eiland Cythera veroverden, waar ze een garnizoen en een Atheense gouverneur achterlieten. Toen zeilden ze naar Korinthe, waar ze geld verdeelden en aandrongen aan de leden van de raad om de Perzische koning te tonen dat ze betrouwbaar waren. Pharnabazus zond toen Conon met aanzienlijk veel geld en een groot deel van de vloot naar Atikka, waar hij meehielp om de Lange Muren van Athene naar Piraeus weer te herstellen, een project dat was begonnen door Thrasybulus in 394 voor Christus. Met de hulp van de roeiers van de vloot, en de werkmannen die betaald werden met het Perzische geld, was de heropbouw snel afgewerkt. Athene haalde snel voordeel uit het bezitten van de muren en een vloot door de eilanden Skyros, Imbros en Lemnos te veroveren, waarop ze cleruchiai instelden.
Op ongeveer deze tijd, brak er een burgerlijke strijd uit te Korinthe tussen de democratische partij en de oligarchische partij. De democraten, bijgestaan door de Argiven, lanceerden een aanval op hun tegenstanders, en de oligarchen werden uit de stad verdreven. Deze bannelingen gingen naar de Spartanen om hulp te krijgen, terwijl de Atheners en Boeotiërs kwamen om de democraten te steunen. In een nachtaanval konden de Spartanen en de bannelingen Lechaeum veroveren, Korinthes haven bij de Golf van Korinthe, en versloegen het leger dat kwam om hen aan te vallen de volgende dag. De anti-Spartaanse bondgenoten probeerden toen om Lechaeum te belegeren, maar de Spartanen lanceerden een uitval en joegen hen op de vlucht.

### Vredesconferenties draaien op niets uit
In 392 v.Chr. zonden de Spartanen een ambassadeur, Antalcidas, naar de satraap Tiribazos, want ze hoopten om zo de Perzen tegen de bondgenoten te keren door hen te informeren van het feit dat Conon de Perzische vloot had gebruikt om het Atheense Rijk te herstellen. De Atheners hoorden hiervan, en zonden Conon en verschillende anderen naar de Perzen; ook hun bondgenoten, Argos, Korinthe en Thebe hadden ambassades naar Tiribazos gestuurd. Bij de vergadering die volgde, stelden de Spartanen een vrede voor gebaseerd op de onafhankelijkheid van alle staten; dit werd verworpen door de bondgenote, omdat Athene haar veroveringen in de Egeïsche Zee wilden behouden, Thebe wilde de controle over de Boeotische Bond behouden en Argos had al plannen om Korinthe op te nemen bij zijn stadstaat. De vergadering was dus mislukt, maar Tiribazos, gealarmeerd door Conons acties, arresteerde hem, en gaf de Spartanen heimelijk geld om een vloot te verzamelen. Hoewel Conon al snel ontsnapte, stierf hij kort hierna. Een tweede vredesconferentie werd datzelfde jaar in Sparta gehouden, maar de voorstellen die daar gemaakt werden werden opnieuw verworpen door de bondgenoten, omdat onder andere de Atheners de Ionisch Griekse steden aan Perzië moesten geven.
.
Na de onsuccesvolle conferentie in Perzië keerde Tiribazos terug naar Susa om de gebeurtenissen te gaan vertellen, en er werd een nieuwe generaal, Struthas gestuurd om de leiding over te nemen. Struthas ging verder in de anti-Spartaanse politiek, waardoor hij de Spartanen dwong om hun commandant in de regio, Thibron, te bevelen om hem aan te vallen. Thibron plunderde succesvol Perzisch grondgebied voor een tijdje, maar werd gedood samen met een groot deel van zijn leger toen Struthas hem tijdens een van zijn slecht georganiseerde in een hinderlaag lokte. Thibron werd later vervangen door Diphridas, die succesvoller plunderingen uitvoerde, waardoor hij zelfs Struthas' schoonzoon gevangen nam, maar hij behaalde nooit beslissende resultaten.

### Lechaeum en de verovering van Korinthe

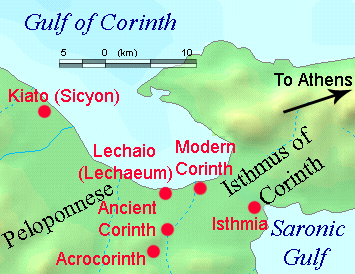
Korinthe en het omringende gebied.

Te Korinthe bleef de democratische partij het plak zwaaien, terwijl de oligarchische bannelingen en de Spartanen Lechaeum bezet hielden. Van hieruit plunderden ze het Korinthische platteland. In 391 v.Chr. hield Agesilaüs een veldtocht in het gebied, waarbij hij succesvol enkele versterkte punten kon veroveren, samen met een groot aantal gevangenen en veel geld. Terwijl Agesilaüs in zijn kamp was om de oorlogsbuit te verkopen, won de Atheense generaal Iphikrates, samen met een leger dat bijna volledig bestond uit lichte troepen en peltasten, een beslissende overwinning tegen het Spartaanse regiment dat gestationeerd was in Lechaeum tijdens de slag bij Lechaeum. Tijdens de slag haalde Iphikrates voordeel uit het feit dat de Spartanen geen peltasten hadden. Daardoor konden de Atheners geregeld de Spartanen aanvallen en zich hierna weer terugtrekken, zodat ze de Spartanen zo vermoeiden dat hun moraal brak en ze op de vlucht sloegen. Op dit punt werd een aantal Spartanen afgeslacht. Agesilaüs keerde terug naar huis kort na deze gebeurtenissen, maar Iphikrates bleef veldtochten rond Korinthe houden, waardoor hij veel van de versterkte punten kon heroveren die de Spartanen hadden ingenomen, maar toch hij kon Lechaeum niet veroveren. Hij hield ook veldtochten tegen Phlius en Arcadië, waarbij hij de Phlisiërs beslissend versloeg en het gebied plunderde van de Arkadiërs toen ze weigerden om een open slag tegen hem aan te gaan.
Na deze overwinning kwam er een leger uit Argos naar Korinthe en, doordat ze de acropolis hadden veroverd, zodat de definitieve scheiding tussen Argos en Korinthe een feit was. De grensstenen tussen Korinthe en Argos werden neergehaald, en de burgerlijke instanties werden gemengd.

### Latere veldtochten op het land
Na Iphikrates' overwinningen bij Korinthe werden er geen grote veldtochten meer gehouden in deze regio. Er bleven veldtochten op de Peloponnesos en in het Noordwesten. Agesilaüs had succesvolle veldtochten geleid in het gebied van Argos in 391 voor Christus, en hij lanceerde nog twee grote expedities voor het einde van de oorlog. In de eerste hiervan, in 389 voor Christus, stak een Spartaans leger de Golf van Korinthe over om Acarnanië aan te vallen, dat een bondgenoot was van de anti-Spartaanse coalitie. Na moeilijkheden in het begin om de Acarnaniërs tot een veldslag te dwingen, die zich in de bergen verstopt hielden, kon Agesilaüs hen er later toch toe verleiden, en hij joeg de Acarnaniërs op de vlucht en doodde een aantal van hen. Hierna zeilde hij terug naar Sparta over de Golf. Het volgende jaar maakten de Acarnaniërs vrede met de Spartanen om verdere invasies te vermijden.
In 388 v.Chr. leidde Agesipolis I een Spartaans leger tegen Argos. Omdat er geen leger was om hem te weerstaan, plunderde hij het platteland voor een tijdje, en nadat hij enkele ongunstige voortekenen had gekregen, keerde hij terug naar Sparta.

### Latere campagnes in de Egeïsche Zee
Na hun nederlaag te Cnidus begonnen de Spartanen hun vloot te herstellen, en hadden de controle over de Golf van Korinthe heroverd in 392 voor Christus. Omdat de vredesconferenties van 392 v.Chr. niets hadden uitgehaald zonden de Spartanen een kleine vloot onder leiding van Ecdicus naar de Egeïsche Zee met bevelen om de oligarchen die verbannen waren uit Rhodos te helpen. Ecdicus kwam aan in Rhodos en zag dat de democraten de volledige controle over de stad hadden, en meer schepen hadden dan hij, en wachtte dus bij Knidos. De Spartanen zonden toen hun vloot uit de Golf van Korinthe, onder Teleutias, om hem te helpen. Nadat hij nog meer schepen had gehaald uit Samos, nam Teleutias de leiding over bij Cnidus en begon de operaties tegen Rhodos.

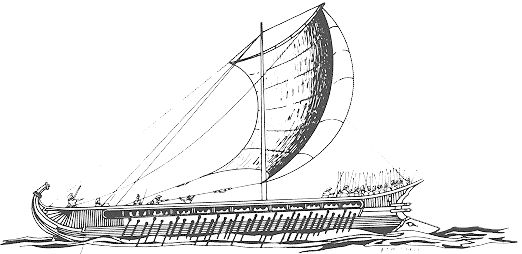
Een Griekse trireme.

Gealarmeerd door de Spartaanse activiteit bij Rhodos zonden de Atheners een vloot van 40 triremen onder Thrasybulus. Hij dacht dat hij meer kon bereiken op plaatsen waar de Spartaanse vloot niet was dan hem meteen aan te vallen, en zeilde daarom naar de Hellespont. Toen hij daar was won hij enkele stadstaten voor de Atheense kant. Hierna zeilde hij naar Lesbos, waar hij samen met de Mytileniërs de Spartaanse troepen op dat eiland versloeg. Terwijl hij nog steeds op Lesbos was werd Thrasybulus echter gedood door plunderaars van de stad Aspendos.
Hierna zonden de Spartanen een nieuwe commandant, Anaxibius, naar Abydos. Voor een tijdje had hij enkele successen tegen Pharnabazus, en veroverde een aantal Atheense handelsschepen. Bang dat wat Thrasybulus had bereikt teniet gedaan zou worden, zonden de Atheners Iphikrates naar de regio om Anaxibius aan te vallen. Voor een tijdje plunderden de twee legers elkaars grondgebied, maar uiteindelijk kon Iphikrates raden waar Anaxibius zijn troepen naartoe zou brengen, en leidde de Spartanen in een hinderlaag. Toen Anaxibius en zijn mannen een ruw, bergachtig terrein waren binnengegaan, verschenen de Atheners en vielen hen aan, en doodden Anaxibius en veel anderen.

### Aegina en Piraeus
In 389 v.Chr. vielen de Atheners het eiland Aegina, bij de kust van Attika. De Spartanen verdreven echter al snel de Atheense vloot, maar de Atheners gingen verder met hun aanval vanuit land. Onder leiding van Antalcidas zeilde de Spartaanse vloot naar Rhodos maar werd uiteindelijk ingesloten te Abydos door de Atheners. Ondertussen werden de Atheners op Aegina geplaagd door aanvallen, en trokken zich terug na enkele maanden.
Kort hierna viel de Spartaanse vloot onder Gorgopas de Atheense vloot bij Athene aan, waarbij ze enkele schepen buitmaakten. De Atheners antwoorden zelf ook met een aanval; Chabrias, die op weg was naar Cyprus, bracht zijn troepen naar Aegina en legde een hinderlaag voor de Aeginetiërs en hun Spartaanse bondgenoten, waardoor ze een aantal van hen doodden waaronder Gorgopas.
Hierna zonden de Spartanen Teleutias naar Aegina om de vloot daar te leiden. Omdat hij zag dat de Atheners hun taak verwaarloosden door de muren niet meer te bewaken, lanceerde hij een aanval op Piraeus, waarbij hij enkele handelsschepen buit maakte.

## De Koningsvrede (387 v.Chr.)
Antalcidas was ondertussen beginnen onderhandelen met Tiribazos, en bereikte een akkoord waarin stond dat de Perzen bondgenoten zouden worden van de Spartanen als de bondgenoten geen vrede wilden maken met de Spartanen. Het lijkt erop dat de Perzen, zenuwachtig gemaakt door enkele acties van de Atheners, waaronder het helpen van koning Evagoras van Cyprus en Achoris van Egypte, beiden waren in oorlog met Perzië, dachten dat het niet meer nuttig was om de Spartanen te willen verzwakken. Nadat hij ontsnapt was uit Abydos, viel Antalcidas een klein Atheens leger aan en versloeg het, en maakte toen zijn vloot groter met een vloot gezonden uit Syracuse. Met dit leger, dat later nog werd aangevuld met schepen van de satrapen bij die regio, zeilde hij naar de Hellespont, waar hij de handelsroutes die graan brachten naar Athene kon afsnijden. De Atheners, die dachten aan een gelijkaardige nederlaag tijdens de Peloponnesische Oorlog minder dan twee decennia ervoor, wilden vrede maken.
Toen wilde Tiribazus een vredesconferentie houden in 387 v.Chr. en de grootste partijen van de oorlog wilden wel onderhandelen. De basis van het verdrag werd vastgelegd door een decreet van de Perzische koning Artaxerxes II:
Koning Artaxerxes denkt dat het juist is dat de steden in Azië naar hem moeten gaan, samen met Clazomenae en Cyprus, en dat de andere Griekse steden, zowel groot als klein, onafhankelijk zullen blijven, uitgezonderd Lemnos, Imbros en Scyros; en deze moeten, zoals vroeger, bij de Atheners horen. Maar als er ook maar een van de twee partijen deze vrede niet accepteert, hem zal ik de oorlog verklaren, samen met hen die deze overeenkomst willen, zowel vanop land als vanuit zee, met schepen en met geld.
In een gewone vredesconferentie te Sparta konden de Spartanen ervoor zorgen dat de andere Griekse staten hierin berustten. De overeenkomst die ze uiteindelijk overeenkwamen staat bekend als de Koningsvrede. Deze naam toont de invloed van de Perzen bij dit verdrag. Deze overeenkomst plaatste Griekenland onder Perzische suzereniteit. Onder dit verdrag waren alle steden onafhankelijk, een clausule dat door de Spartanen, die zich beschouwden als bewakers van de vrede, zou worden opgedrongen. Onder dreiging van Spartaanse tussenkomst ontbond Thebe de Boeotische Bond, en Argos en Korinthe beëindigden hun gedeelde regering. Korinthe, beroofd van haar sterke bondgenoot, werd terug opgenomen in Sparta's Peloponnesische Bond. Na 8 jaar van gevechten was er een eind gekomen aan de Korinthische Oorlog.

## Gevolgen
In de jaren na het tekenen van de vrede namen de twee staten die verantwoordelijk waren ervoor, Perzië en Sparta, hun voordeel van de veroveringen die ze hadden gemaakt. Perzië, bevrijd van zowel Atheense als Spartaanse interventies in haar Azische provincies, consolideerde haar oostelijke gebieden bij de Egeïsche Zee, Cyprus en Egypte. Ondertussen nam haar voordeel uit de autonomie die volgde uit de vrede om ervoor te zorgen dat elke coalitie die gevaarlijk zou zijn voor haar werd ontbonden. Bondgenoten die niet loyaal waren werden zwaar gestraft. Mantinea, bijvoorbeeld, werd opgesplitst in vijf kleine dorpen. Met Agesilaüs aan het hoofd van de staat, die zorgde voor een agressief beleid, hielden de Spartanen veldtochten in de Peloponnesus tot bij het verre Chalcidice. Hun dominantie over Griekenland zou nog 16 jaar blijven tot hij zou worden vernietigd te Leuktra.
De oorlog markeerde ook het begin van Athenes wederopstanding als macht in de Griekse wereld. Nu hun muren en vloot hersteld waren, waren de Atheners in een positie om ook over de zee gebieden te willen. In het midden van de vierde eeuw v.Chr. hadden ze een organisatie van Egeïsche staten hersteld bekend als de Tweede Delisch-Attische Zeebond, waardoor ze ten minste delen heroverden van wat ze verloren hadden in 404 voor Christus.
De vrijheid van de Ionische Grieken was een strijdkreet geweest sinds het begin van de vijfde eeuw voor Christus, maar na de Korinthische Oorlog deden de Grieken geen pogingen meer om tussenbeide te komen in de controle van Perzië in de regio. Na meer dan een eeuw van strijd regeerde Perzië Ionië weer zonder problemen voor meer dan 50 jaar, tot de tijd van Alexander de Grote.